# Liste der Kulturdenkmäler in Koblenz-Moselweiß
In der Liste der Kulturdenkmäler in Koblenz-Moselweiß sind alle Kulturdenkmäler im Stadtteil Koblenz-Moselweiß der rheinland-pfälzischen Stadt Koblenz aufgeführt. Grundlage ist die Denkmalliste des Landes Rheinland-Pfalz (Stand: 28. Juni 2023).

## Einzeldenkmäler
| Bezeichnung                            | Lage                                      | Baujahr                            | Beschreibung | Bild                           |
| -------------------------------------- | ----------------------------------------- | ---------------------------------- | --- | ------------------------------ |
| Salesianerinnenkloster                 | Bahnhofsweg 6, Koblenzer Straße 2-12 Lage | ab 1863                            | ehemaliges Kloster der Salesianerinnen mit Mädchenpensionat; errichtet ab 1863, schlichtes Schulgebäude, um 1900; ehemalige Klosterkirche Mariae Heimsuchung neugotischer Saalbau; Umfassungsmauer des ehemaligen Klostergartens | weitere Bilder Fotos hochladen |
| Heiligenhäuschen                       | Burgweg, gegenüber Nr. 26 Lage            | 1878                               | Heiligenhäuschen, bezeichnet 1878, in der spitzbogigen Figurennische spätgotische Muttergottes mit Kind, spätes 15. Jahrhundert | Fotos hochladen                |
| Wohnhaus                               | Gülser Straße 4 Lage                      | vor 1783                           | ehemaliges Gemeindehaus, Krüppelwalmdachbau, Umbau 1783 | Fotos hochladen                |
| Bildstock                              | Gülser Straße, neben Nr. 44 Lage          | 19. Jahrhundert                    | neugotischer Bildstock | Fotos hochladen                |
| Villa                                  | Kemperhofweg 17 Lage                      | 1890er Jahre                       | Halbvilla, Backsteinbau mit Mansardwalm, Neurenaissance, 1890er Jahre | Fotos hochladen                |
| Villa                                  | Klosterstraße 6 Lage                      | 1910                               | reich gegliederter historistischer Mansarddachbau, 1910 | Fotos hochladen                |
| Katholische Pfarrkirche St. Laurentius | Koblenzer Straße Lage                     | 12. Jahrhundert                    | spätromanische Pfeilerbasilika, wohl 1201 begonnen, Turm aus dem 12. Jahrhundert, Obergeschoss vom Anfang des 13. Jahrhunderts; Westquerbau 1865; vor der Kirche 16 kleine Basaltlava-Grabkreuze, 17. und 18. Jahrhundert; ehemaliges Friedhofskreuz, 19. Jahrhundert; Kriegerdenkmal, Relief des heiligen Georgs, 1920er Jahre; zugehörig Pfarrhaus (Koblenzer Straße 16), neugotische Villa, um 1900 | weitere Bilder Fotos hochladen |
| Wohnhaus                               | Koblenzer Straße 69 Lage                  | 1872                               | spätklassizistischer Putzbau, bezeichnet 1872 | Fotos hochladen                |
| Altbau des Kemperhofs                  | Koblenzer Straße, bei Nr. 115–157 Lage    | zweite Hälfte des 19. Jahrhunderts | Bruchsteinbau, zweite Hälfte des 19. Jahrhunderts, neugotische St.-Josefs-Kapelle | weitere Bilder Fotos hochladen |